# 高鶴軒
高鶴軒（英語：Roger Kao，1952年—），生於台灣台北市，籍貫湖南益陽，企業家，曾任友訊科技董事長。

## 生平
高鶴軒出身軍人家庭，在台北市眷村長大。在家中排行第四，其兄高次軒，為友訊科技創辦人。
高鶴軒大學畢業於淡江大學電機系，在交通大學取得電機碩士。其兄高次軒於1986年創辦友訊時，加入創業團隊。後負責北美洲業務，拓展美國市場。也是友訊公司進軍中國市場時的主要決策者之一。
2008年，其兄高次軒過世。2011年，當時擔任友訊大中華區總裁的高鶴軒由國外回台，接任友訊董事長兼執行長。
2016年3月16日，宣布退休，卸任友訊董事長。3月24日，宣明智出任友訊董事長。